# Port St. Johns
Port St. Johns este un oraș din provincia Oos-Kaap, Africa de Sud.